# بالگردگاه دریاچه دیستریکت هاسپیتل
 بالگردگاه دریاچه دیستریکت هاسپیتل (به انگلیسی: Lake District Hospital Heliport) یک فرودگاه خصوصی است. این فرودگاه در شهر لیکویو، اورگن کشور ایالات متحده آمریکا قرار دارد و در ارتفاع ۱۴۴۷ متری از سطح دریا واقع شده است.